# Brevimunda
Brevimunda is een geslacht van rechtvleugeligen uit de familie krekels (Gryllidae). De wetenschappelijke naam van dit geslacht is voor het eerst geldig gepubliceerd in 2007 door Gorochov.

## Soorten
Het geslacht Brevimunda omvat de volgende soorten:
- Brevimunda kinabalu Gorochov, 2007
- Brevimunda variegata Gorochov, 2007